# 格氏螳属
格氏螳属（学名：Gretella）为螳科的一个属。

## 下属物种
本属包括以下物种：
- 纤细格氏螳 Gretella gracilis Werner, 1923